# Serrat de l'Extrem (Salàs de Pallars)
El Serrat de l'Extrem és un serrat del terme municipal de Salàs de Pallars, al límit amb el de Conca de Dalt, en l'antic terme de Toralla i Serradell, al Pallars Jussà.
És, de fet, la continuació cap a llevant del Serrat de Mig. És un barranc en forma d'arc convex cap al nord, que separa les valls dels barrancs dels Escarruixos, al nord, en terme de Toralla i Serradell, actualment pertanyent al municipi de Conca de Dalt, i de l'Aulesa, al sud, que discorre pel terme de Salàs de Pallars.
No és un serrat gaire alt: a l'extrem de ponent, on enllaça amb la Serra del Mig, assoleix els 925 m. alt., mentre que en el de llevant, prop del Pont de Sensui, arriba als 705.